# Frithjof Olstad
Frithjof Olstad, właśc. Karl Frithjof Olstad (ur. 23 listopada 1890 w Tønsbergu, zm. 16 grudnia 1956 w Oslo) – norweski wioślarz. Brązowy medalista olimpijski.
Olstad uczestniczył w igrzyskach olimpijskich w Sztokholmie (1912) w jednej konkurencji wioślarstwa: czwórka ze sternikiem mężczyzn (łodzie z wewnętrznymi odsadniami) (3. miejsce; wraz z Clausem Høyerem, Reidarem Holterem, Magnusem Hersethem i Olavem Bjørnstadem).